# Magnus Nielsen
Magnus Nielsen, Mogens Nielsen, född på Lollland, död i Åhus 2 mars 1390, var ärkebiskop i Lunds stift från 1379 till sin död.
Magnus Nielsen var kaplan hos kung Valdemar Atterdag, prost i Odense och från 1370 dekan för Lunds domkapitel. Han valdes till ärkebiskop 1379, och reste till Rom för att vigas till ärkebiskop. Under några år var hans arbete inriktat på att skapa fred och ordning i stiftet. Skånes adel påtog sig att försvara rätt och frihet för kyrkan och dess folk i ett fredsavtal. Ett annat fredsavtal gjordes mot "fredsbrytare, rövare och ogärningsmän" öster om Öresund och Sverige. Vid ett par provinskoncilier utdömdes bannlysningar för olika våldsdåd. Magnus Nielsen omkom vid en olyckshändelse på Åhus slott den 2 mars 1390.